# Machinisme agricole

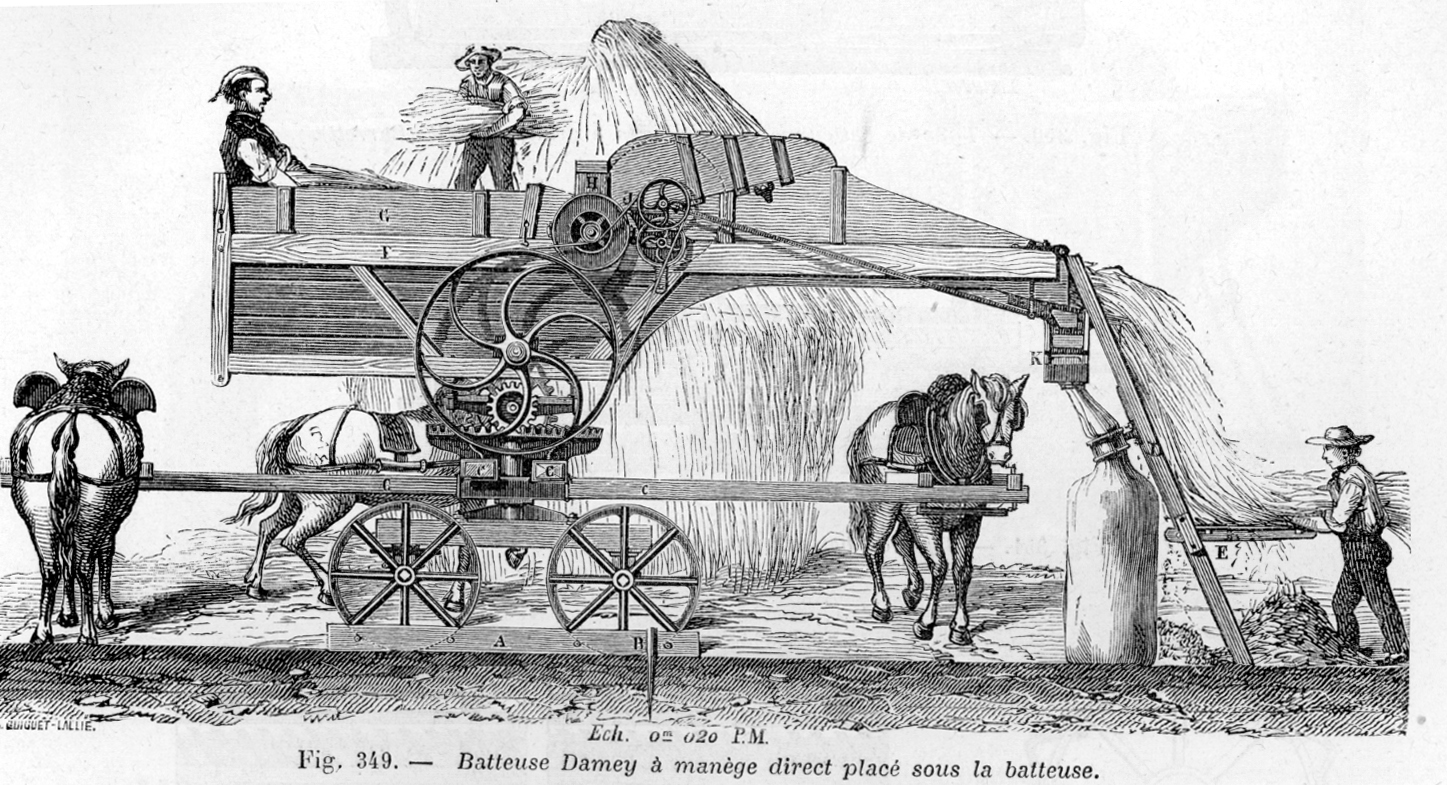
Essor du machinisme avec la révolution agricole : une batteuse entraînée par des chevaux, 1881.

Le machinisme agricole désigne les différentes machines utilisées en agriculture (tracteurs, moissonneuse-batteuses, etc.), ainsi que, par extension, l'ensemble des doctrines politiques, économiques ou industrielles visant à développer l'utilisation de ces machines en remplacement de la main-d'œuvre ou pour augmenter la productivité agricole. Avec la sélection végétale et l'utilisation accrue d'intrants chimiques (engrais chimiques promus par Justus von Liebig dans les années 1840 puis pesticides : fongicides et herbicides), le remplacement de la traction animale par la traction motorisée constitue l'une des dimensions centrales de la mécanisation et de la modernisation de l'agriculture, se développant au cours du XXe siècle vers un modèle ergonomique d'agriculture intensive. Les effets du machinisme, des intrants et de la sélection végétale se cumulent, en effet l'homogénéisation des plants par la sélection (création de variétés homogènes protégées par certificats d'obtention végétale) s'accompagne de l'utilisation d'intrants et facilite l'utilisation de machines à grand rendement telles que les moissonneuses-batteuses.
Les machines et les bâtiments agricoles constituent l'agroéquipement qui fait partie des produits de l'agrofourniture.

## Histoire du machinisme agricole

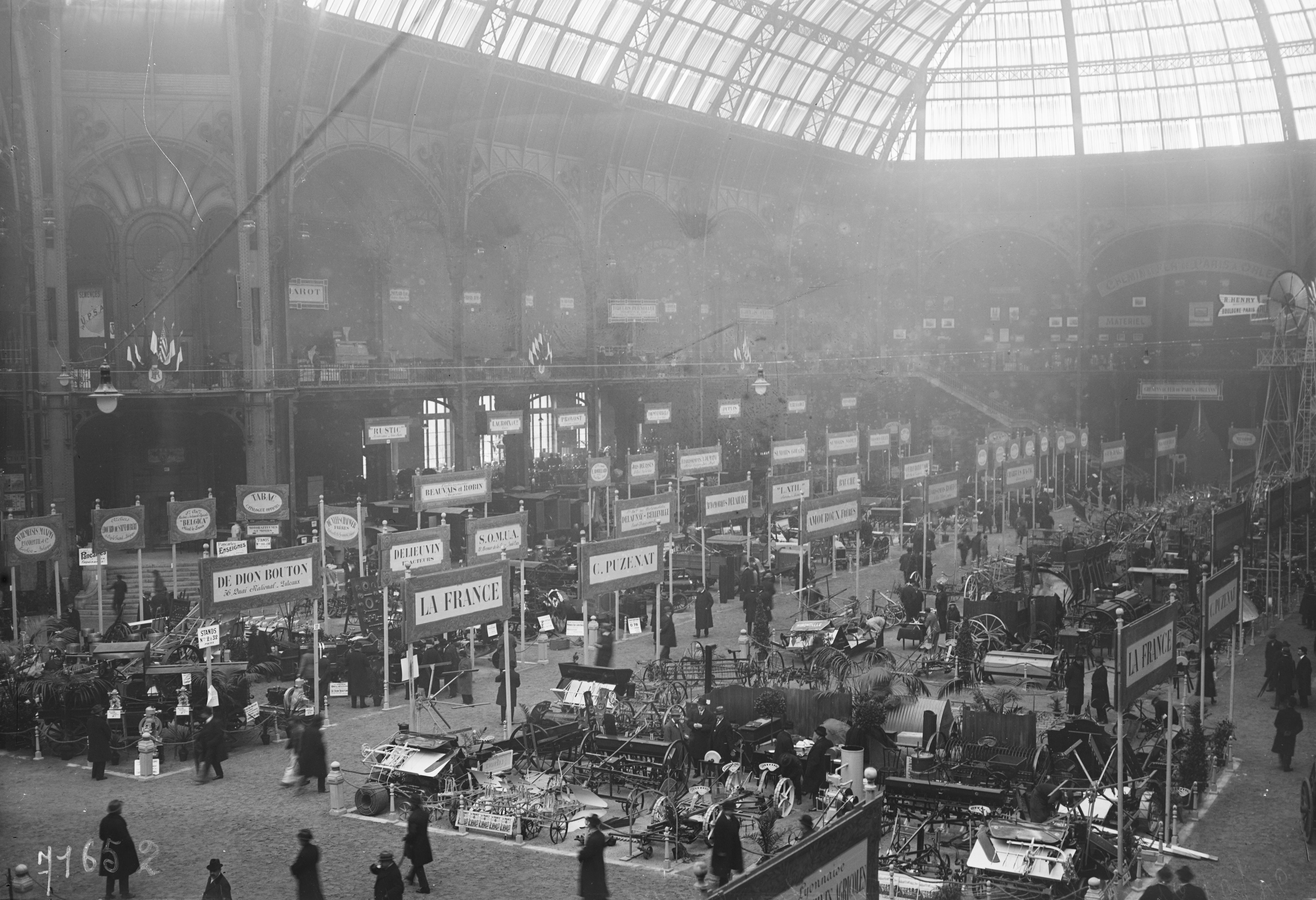
Salon de la machine agricole au Grand-Palais en L

C'est aux États-Unis et au Canada que démarre le développement des machines agricoles pour la récolte des céréales. Quelques figures notables dans cette histoire : Daniel Massey, Cyrus McCormick.

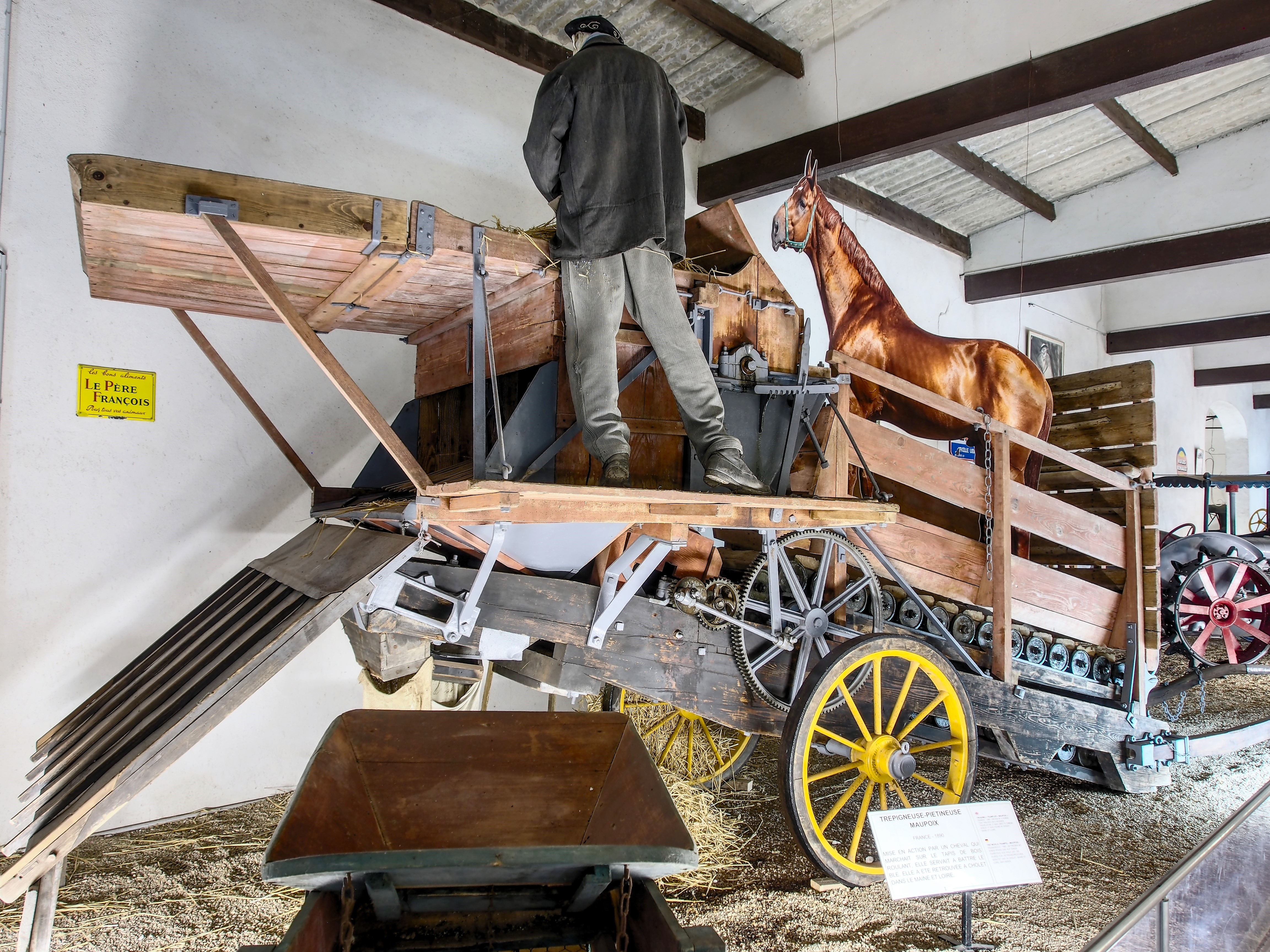
Petite batteuse de 1890 animée par un cheval monté sur une trépigneuse, reconstitution au Musée Dufresne.

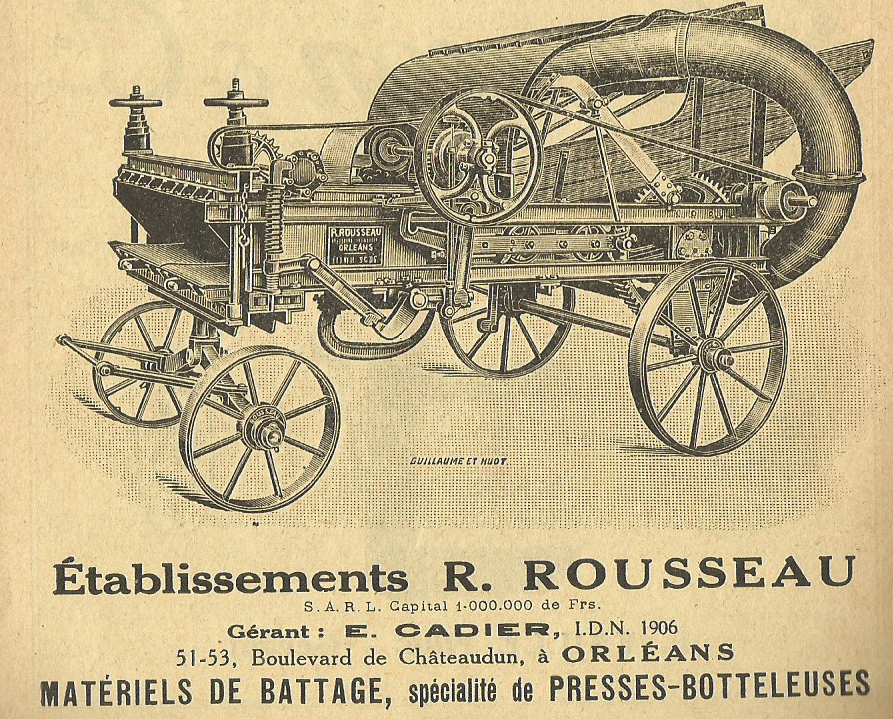
Machinisme agricole en France en 1920 : presse stationnaire moyenne densité pour paille et fourrage Rousseau. Elle doit être entraînée au moyen d'une courroie plate montée sur la grande poulie.

Le machinisme agricole s'est d'abord développé avec l'utilisation de machines comme la charrue en acier, la batteuse, la moissonneuse- javeleuse et la faucheuse. Ces machines sont d'abord entraînées par la force animale puis par la machine à vapeur et enfin le moteur à combustion interne.
Quelques inventions sont notables, notamment la moissonneuse mécanique, dont le brevet a été déposé par Cyrus McCormick en 1834 qui permet de remplacer le travail de fauche. D'autres ingénieurs ont aussi déposé des brevets, tels que Hiram Moore, Lewis Miller. En France, Célestin Gérard (1821-1885) fait construire la première batteuse mobile du pays. Ce qui aboutit progressivement à la construction de la moissonneuse-batteuse. Également, le système d'attelage trois-points mis au point par Harry Ferguson dans les années 1920, permet que les outils soient portés et non plus traînés.
Le machinisme agricole a bénéficié de la reconversion des industries de matériel militaire après la Première Guerre mondiale. Les fabricants de matériel militaire (chars d'assaut et véhicules du Génie en particulier) se sont reconvertis dans le domaine du machinisme agricole et forestier, les fabricants de poudre et explosifs dans la fabrication massive d'engrais à base de nitrates et certains fabricants d'armes chimiques dans l'industrie naissante des biocides ou pesticides agricoles.
En France, le machinisme a alors pu être présenté comme une solution idéale et nécessaire pour répondre au « manque de bras » de l'après-guerre et aux besoins urgents de reconstruction du pays. Aux États-Unis, il se développe à grande échelle dans les plaines du Midwest.
À titre d'exemple, la revue Vie à la campagne, lue par les grands propriétaires ruraux français titrait en mars 1929 (peu avant la crise de 1929) dans la rubrique Génie rural : « Vers le machinisme total indispensable » avec le sous-titre : « De formidables progrès techniques sont révélés à un moment où le monde rural, pressé de s'équiper, ne peut le faire à son gré, alors que dans l'intérêt et par l'effort de tous, importe d'accroître la capacité d'absorption du marché ».

### Arboriculture et CEMAGREF
On sent aussi dans la littérature de cette époque les prémices d'une mécanisation de la sylviculture, alors que les vastes plantations homogènes, de plants sélectionnés, en parfaits alignements équiennes et monospécifiques, taylorisées sont installées sur coupes rases ou sols dégradés. La forêt s'inspire de l'agriculture avec l'apparition du tracteur, du bulldozer, des engins lourds (à chenilles parfois), et du moteur. (drainage, engrais, planification rigoureuse), eux-mêmes directement issus des chars développés pour la guerre. C'est l'époque où en France, les premières machines à planter les arbres en ligne sont utilisées pour les « forêts de guerre ».
Soixante ans plus tard, le CEMAGREF (Centre national du machinisme agricole, du génie rural, des eaux et des forêts) intègre et développe ces thèmes lors de sa création en 1981 (à partir des équipes techniques constituées par l’État, dans les années 1960-1970 au moment du plein développement de la plantation de forêts financée par le Fonds forestier national (FFN)). En 1986, il devient établissement public à caractère scientifique et technologique (EPST) mais en restant sous tutelle du ministre chargé de l'Agriculture. Cette double approche, agricole et sylvicole de la mécanisation contribue à la modernisation de ces activités et à un accroissement important des rendements apparents, concomitant à la disparition d'emplois pénibles et de faible valeur, abandonnés par la main-d'œuvre (exode rural).

### Conséquences et critiques du modèle productiviste
L'accroissement considérable de la productivité par travailleur a de profondes conséquences sur l'organisation des exploitations agricoles et leurs relations. La main-d'œuvre d'appoint saisonnier (lors de la moisson par exemple) est réduite, et même disparaît totalement dans bien des cas ; la taille économiquement optimale de la ferme augmente sans cesse avec le progrès mécanique, conduisant à un accroissement régulier de la taille moyenne et donc à une réduction équivalente du nombre d'exploitations, ainsi qu'un remodelage du paysage suivant l'accroissement de la taille des parcelles cultivées. Le besoin de capital est croissant, directement pour suivre le progrès technique du matériel, parfois acheté à plusieurs (comme dans les coopératives d'utilisation du matériel agricole, CUMA, en France) ; et indirectement, pour financer l'augmentation de la taille de l'exploitation. La population agricole se réduit, avec toutes les conséquences sociales (poids démographique et politique, vie festive et sociale, etc.).
Il existe un courant minoritaire (en tout cas dans le monde agricole) qui insiste surtout sur les mauvais côtés dans cette évolution, la réalité décrite restant essentiellement la même mais le vocabulaire employé étant connoté négativement :
- le gain de productivité devient pertes d'emplois et chômage (voir luddisme et partage du travail) et course à l'agrandissement des exploitations ;
- l'exode rural est traduit en destruction de la structure sociale des communautés rurales et de la petite paysannerie ;
- le besoin de financement des investissements devient (sur-)endettement ;
- l'artificialisation croissante du système et ses annexes (remembrement, etc.) devient une atteinte à la nature, à l'environnement ;
- etc., cette critique du machinisme s'inscrivant généralement dans un mouvement plus global de remise en cause de l'agriculture intensive.

Pour remédier à ce que les tenants de cette conception considèrent comme des « problèmes », des agriculteurs mettent en œuvre d'autres pratiques culturales : agriculture sans labours, volonté de se réapproprier les outils agricoles en promouvant la traction animale (Jean Nolle), promotion de structures agraires alternatives à l'intensification de l'agriculture (comme les AMAP, sachant qu'elles se consacrent aux activités moins mécanisables), etc.

## Le machinisme aujourd'hui

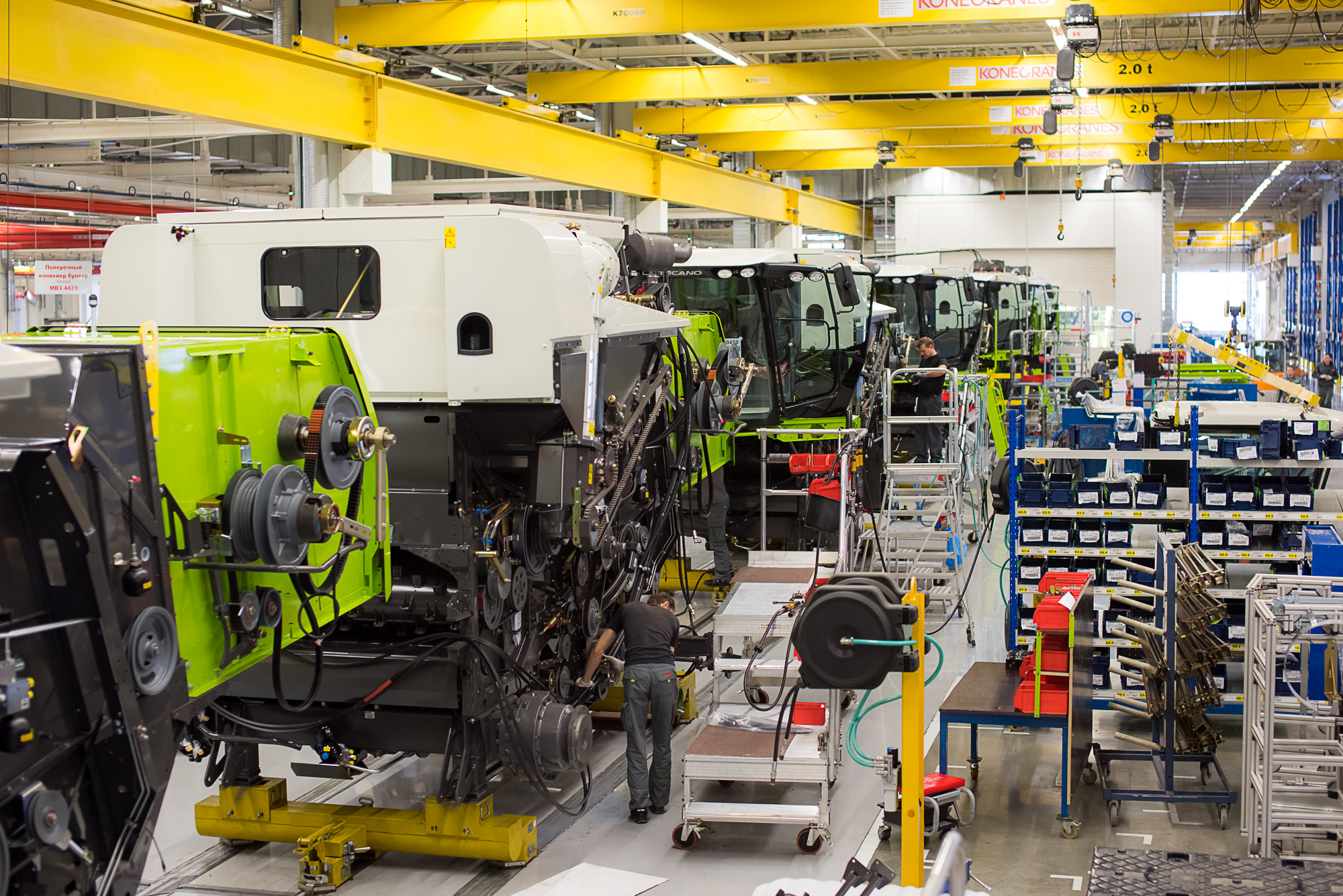
Atelier d'assemblage à l'usine Claas de Krasnodar, Russie

Avec la révolution des NTIC (nouvelles technologies de l'information et de la communication), le machinisme agricole passe à une nouvelle étape, avec un usage accru de l'informatique, des données satellites voire de drones et de robots.
La France demeure en Europe le pays investissant le plus dans les machines agricoles, avec un marché estimé à 5,6 milliards d'euros en 2014 (dont 1,8 milliard pour les tracteurs), par l'Axema, l'union des industriels du secteur. Diverses multinationales sont ainsi implantées sur le territoire français, dont le japonais Kubota, qui ouvre en 2015 une usine à Bierne (Nord), pour un investissement de 40 à 80 millions d'euros et 140 emplois. Le site a été choisi entre autres en raison de sa proximité avec le port de Dunkerque, permettant d'écouler la production sur le marché mondial lorsque, les « mauvaises années » (quand le cours des céréales baisse), l'investissement français en machines baisse. La firme américaine AGCO, no 2 du secteur, possède deux usines en France, dont l'une ouverte en 1960 à Beauvais, qui assemble les tracteurs Massey Ferguson. L'Allemand Claas détient deux usines en France, à Woippy pour les ramasseuses-presses et au Mans, l'ancienne usine de tracteurs Renault Agriculture.
L'augmentation du poids des machines agricoles engendre la conception d'engins non plus à roue mais à chenille, le tassement des terrains devenant un danger pour la préservation des sols cultivés.

## Liste des machines agricoles

### Traction
- Tracteur agricole
- Attelage trois-points

### Travail du sol
- Instruments aratoires
- Araire
- Charrue
- Charrue à disques
- Déchaumeuse
- Herse
- Machine à bêcher
- Motoculteur
- Bineuse
- Rouleau
- Butteuse
- Butteuse à pommes de terre
- Draineuse-trancheuse
- Charrue-taupe
- Crosskill
- Cultivateur
- Herse rotative
- Décompacteur
- Sous-soleuse
- Tasse-Avant
- Cultivateur rotatif
- Strip-till

### Plantation
- Semoir
- Planteuse de pommes de terre
- Repiqueuse mécanique

### Récolte
Céréales
- Batteuse
- Moissonneuse-batteuse
- Cueilleur-épanouilleur à maïs

Fourrage
- Faucheuse
- Râteau-faneur-andaineur
- Ramasseuse-presse
- Andaineur

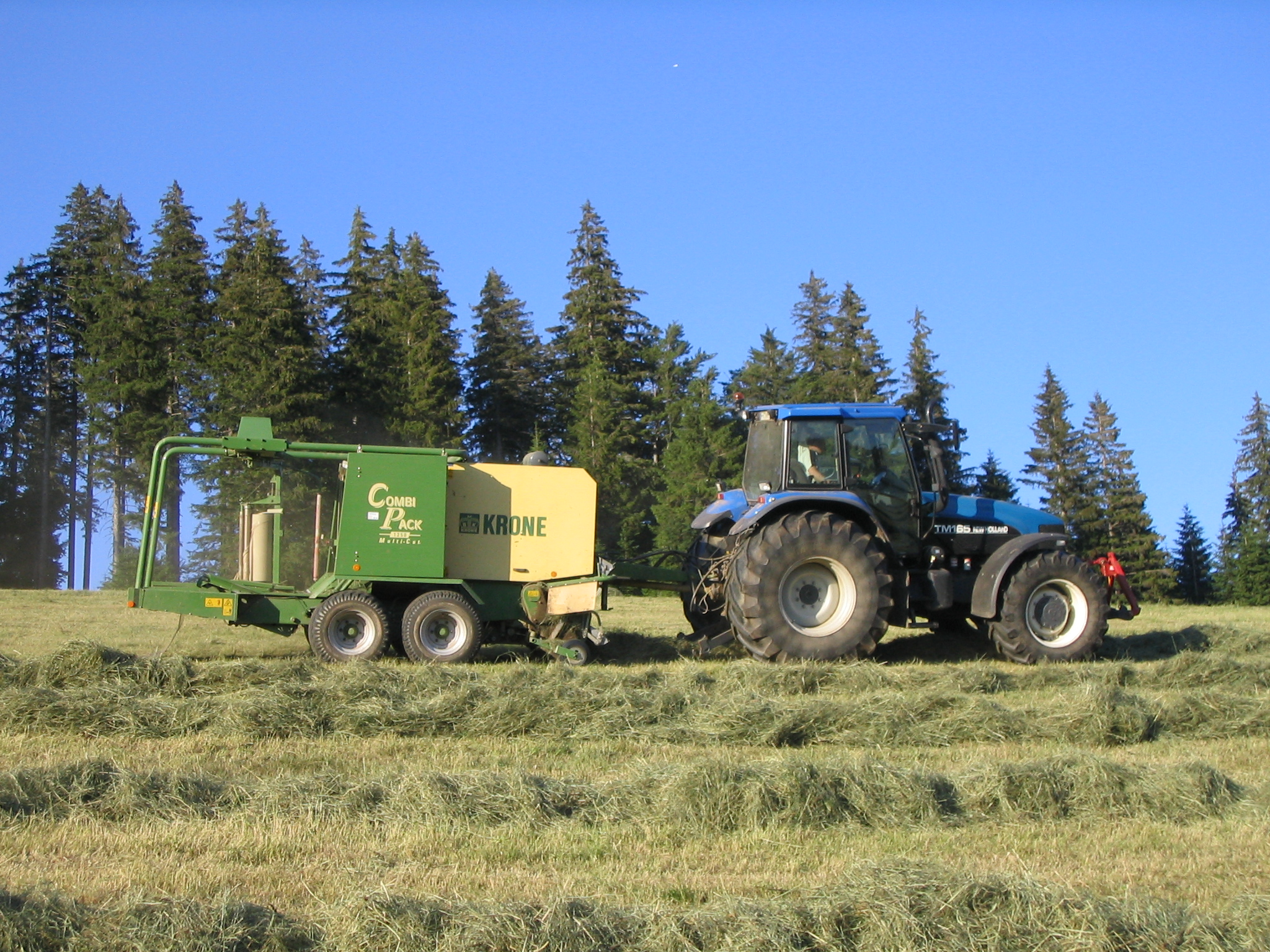
Tracteur attelé d'une ramasseuse-presse-enrubanneuse Krone.

- Faucheuse-hacheuse-chargeuse ou ensileuse ou récolteuse-hacheuse
- Faneuse
- Ramasseuse-chargeuse
- Enrubanneuse

Autres cultures
- Arracheuse de betteraves, de pommes de terre
- Arracheuse-effeuilleuse-décolleteuse
- Machine à vendanger
- Récolteuse
- Récolteuse de pommes de terre
- Faucardeur
- Secoueur pour arbres fruitiers
- Robot-cueilleur
- Débardeuse

 Machines obsolètes
- Batteuse
- Moissonneuse-lieuse

### Traitements
- Épandeurs de fumier, de lisier, d'engrais
- Enfouisseur
- Tonne à lisier
- Pulvérisateur
- Poudreuse

### Élevage
- Machine à traire
- Coupe-racines, Hache-paille, malaxeur, Aplatisseur de grains
- Alimentateur automatique
- Électrificateur de clôture
- Ensileuse
- Silo
- Mélangeuse à vis
- Désileuse
- Désileuse de cube
- Dérouleuse de balle
- Pailleuse distributrice
- Tank à lait
- Dérouleuse Pailleuse
- Étuveuse à pommes de terre
- Logette

### Opérations culturales
- Semoir
- Démarieuse, Repiqueuse, Planteuse de pommes de terre
- Pré-tailleuse
- Broyeur
- Broyeur de fanes (pommes de terre)
- Tondeuse à gazon
- Dessoucheuse

### Manutention
- Remorque, Remorque autochargeuse
- Déchargeur à griffes
- Chargeur hydraulique, Chariot élévateur
- Suceuse à grains
- Transporteur à vis
- Pompe
- Chariot télescopique
- Bennette, benne, tombereau

## Salons du machinisme agricole
- Agritechnica (Hanovre, Allemagne)
- Esposizione Internazionale di Macchine per l'Agricoltura (EIMA) (Bologne, Italie) (Exposition internationale des machines pour l'agriculture, salon italien équivalent du SIMA parisien. Lien : EIMA)
- Salon de la Production Agricole Carrefour Européen (Space) (Rennes, France) (Lien : SPACE)
- Salon international du machinisme agricole (SIMA) (Paris, France)
- Salon international des équipements et savoir-faire pour les productions vigne-vin, olive, fruits-legumes (SITEVI)
- Salon de l'agriculture (St-Hyacinthe, Québec, Canada)
- Salon Industrie et Machinerie Agricole de Québec (SIMAQ) (Ville de Québec, Canada)

## Sports mécaniques
- Tracteur pulling
- Concours de labour